# الرادع (فرقاطة)
الرادع (910) هي السفينة الرائدة من طراز الرادع (ميكو A200) التابعة للقوات البحرية الجزائرية.

## التصميم والوصف

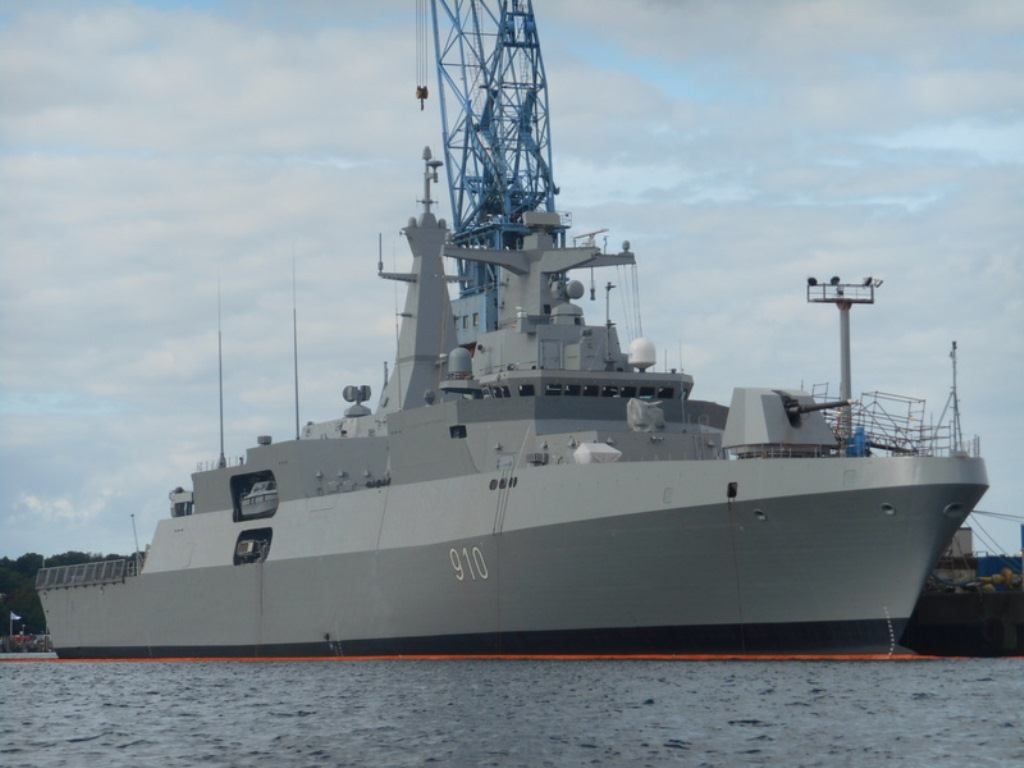
فرقاطة ميكو فئة A-200 في ميناء كيل في ألمانيا، متجهة إلى البحرية الجزائرية.

الرادع هي فرقاطة من فئة ميكو A200، صممتها شركة بلوم+فوس. ويبلغ طول الفرقاطة 121 م (397 قدم) وعرضها 16.3 م (53 قدم). تتمتع الفرقاطة بإزاحة حمولة كاملة تبلغ 3,700 طن متري (3,600 طن كبير) ويتم تشغيلها بواسطة محرك الديزل والغاز المائي المشترك ونظام الدفع المكرر (CODAG WARP)، ويتكون من محركي ديزل بقدرة 5,920 كيلوواط (7,940 حصان) متصلة بعمودين مع مراوح يمكن التحكم فيها، وتوربين غازي بقدرة 20,000 كيلوواط (27,000 حصان) من جنرال إلكتريك لتشغيل النفاثة المائية. تبلغ سرعتها 28 عقدة (52 كم/س) ومداها 7200 ميل بحري (13300 كم) بسرعة إبحار 16 عقدة (30 كم/س). يخدم على السفينة 120 فردا. 
السفينة مسلحة بمدفع أوتوبريدا 127/64 ومدفعي دي إس 30 إم مارك 2 عيار 30 ملم ومدفعين إلى أربعة رشاشات إم 2 براوننج عيار 12.7 ملم. بالنسبة للحرب السطحية، تم تجهيز الرادع بـ 16 قاذفة صواريخ مضادة للسفن من طراز ار بي أس-15، ثمان قاذفات على كلا الجانبين، و32 خلية نظام إطلاق عمودي لصواريخ اومكونتو المضادة للطائرات. بالنسبة للحرب المضادة للغواصات، فهي مجهزة بأنبوبي طوربيد مزدوجين مقاس 324 ملم لطوربيدات إم يو 90 إمباكت. 
أنظمة مكافحة الإجراءات الدفاعية على المدمرة تتألف من نظامي راينميتال لإطلاق الأجسام الخادعة متعددة الذخائر (MASS) على جانبي السفينة، ونظامي ليوناردو سي 310 المضادة للطوربيد السطحية.
تتألف مجساتها وأنظمتها الإلكترونية من رادار المراقبة الجوية/السطحية ساب، واثنين من رادارات التحكم في الحرائق ساب سيروس 200، ومدير التحكم في الحرائق الكهروضوئية المستقر جيروسكوبيًا ساب إي أو إس-500، وسونار أطلس إلكترونيك أسو 723، ونظام إدارة القتال أطلس إيه إن سي إس. واثنين من رادارات الملاحة فيجن ماستر إف تي ونظامي المضاد الإلكتروني وتدابير دعم الحرب الإلكترونية إندرا ريجل.
تحتوي الرادع أيضًا على سطح طيران وحظيرة قادرة على استيعاب طائرتي هليكوبتر من طراز ويستلاند لينكس. وتتكون المروحيات من نوعين، قادرة إما على الحرب المضادة للغواصات (ASW) أو الحرب المضادة للسطح (ASuW). تم تجهيز المروحيات المضادة للغواصات بسونار غمس مدمج فلاش وتحمل طوربيدات إم يو 90، بينما يمكن للمروحيات المضادة للسطح حمل حمولة من صواريخ موكوبا جو-سطح ورشاش إم 2 براوننج 12.7 ملم. تحتوي السفينة على قارب بحري واحد وقارب قابل للنفخ ذو هيكل صلب. 

## البناء والمهام

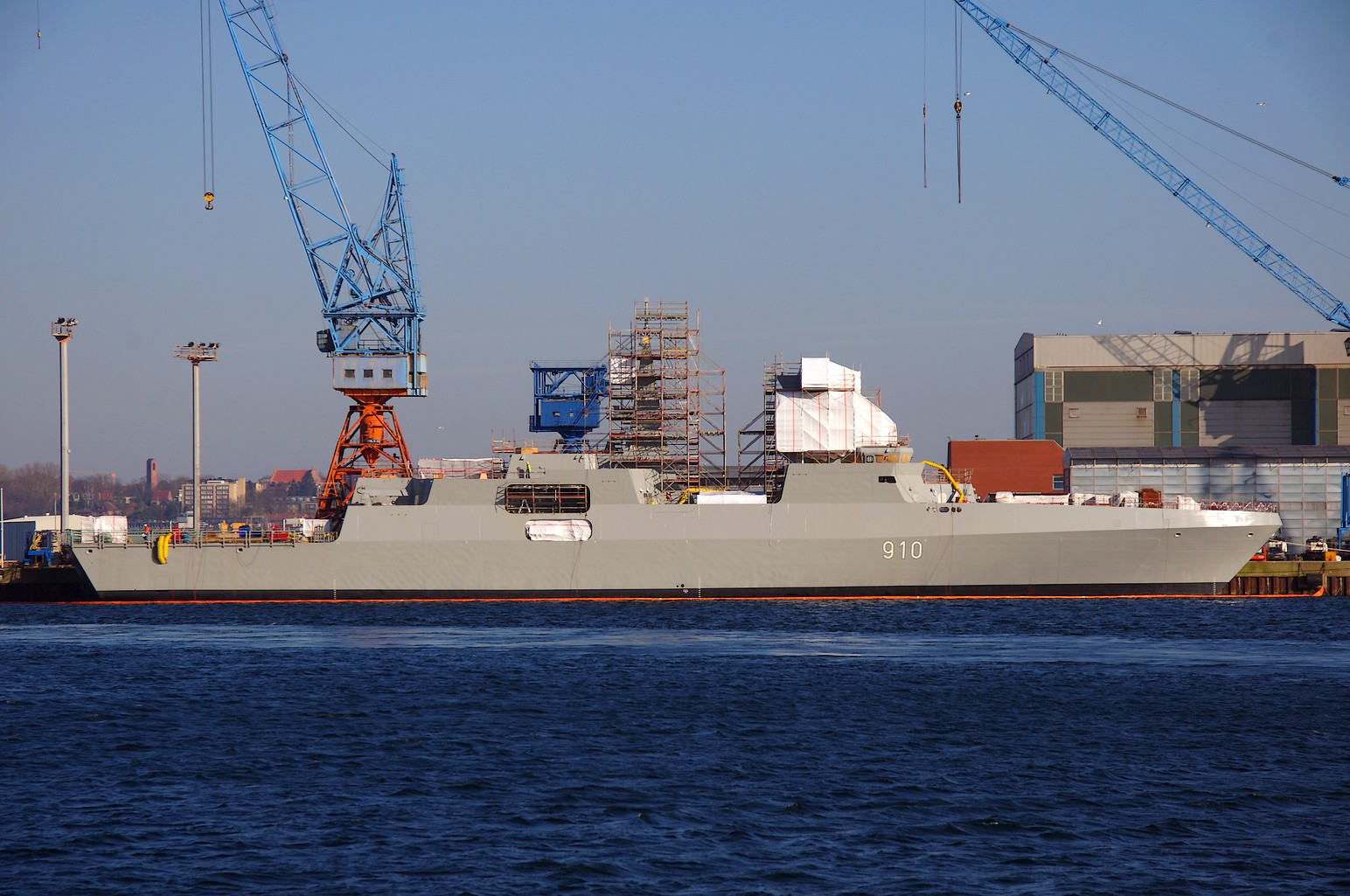
فرقاطة شبح من فئة فالور (ميكو أ-200) في ميناء كيل في ألمانيا، تم بناؤها من قبل شركة TKMS للبحرية الجزائرية.

وقعت الحكومة الجزائرية عقدا مع شركة تي كيه أم أس في مارس 2012 لشراء فرقاطتين من طراز ميكو A200، مع خيار فرقاطتين إضافيتين.  ويتضمن العقد أيضًا ست طائرات هليكوبتر من طراز ويستلاند لينكس للفرقاطات، بالإضافة إلى حزم التدريب والدعم.  
نظرًا لأن تي كيه أم أس لم تعد تمتلك حوض بناء السفن السطحي الخاص بها، فقد تم التعاقد على بناء الفرقاطتين مع حوض بناء السفن أبو ظبي مار كيل (المملوك لاحقًا لشركة القابضة للساحات البحرية الألمانية) في كيل، ألمانيا. تم إطلاق الرادع في 5 ديسمبر 2014.  قامت السفينة بأول تجربة بحرية لها في يوليو 2015.  تم نقل السفينة إلى البحرية الجزائرية في 23 فبراير 2016 في حوض بناء السفن في كيل.   وتم تسليم الفرقاطة إلى وهران في أبريل 2016.  تم تفتيش الرادع وتكليفها رسميًا من قبل رئيس أركان الجيش الشعبي الشعبي الفريق أحمد قايد صالح في 21 أبريل بالجزائر العاصمة.  
وشاركت الرداع إلى جانب الفرقاطة الفرنسية جبرات في "رايس حميدو 2021"، وهو مناورة سنوية مشتركة بين القوات البحرية الجزائرية والفرنسية، أقيمت في تولون والجزائر العاصمة والبحر الأبيض المتوسط في سبتمبر 2021. 